# Elezione del Presidente della Repubblica Italiana del 2006
L'elezione del Presidente della Repubblica Italiana del 2006 si svolse tra l'8 e il 10 maggio.
Il presidente uscente è Carlo Azeglio Ciampi; risulta eletto, al IV scrutinio, Giorgio Napolitano, con 543 voti contro i 42 di Umberto Bossi. Ciampi, il cui mandato sarebbe scaduto il 18, si dimette il 15. Napolitano presta giuramento lo stesso giorno. Napolitano è il primo ex comunista a diventare capo dello Stato.

## Data delle votazioni
Lo scioglimento delle camere della XIV legislatura della Repubblica Italiana influisce sulla data delle elezioni del presidente. Secondo l'articolo 85 della Costituzione italiana, senza lo scioglimento delle camere, la convocazione per l'elezione avrebbe dovuto aver luogo il 18 aprile 2006 ovvero trenta giorni prima della scadenza del mandato di Ciampi.
Lo stesso articolo 85 cita:
Se le Camere sono sciolte, o manca meno di tre mesi alla loro cessazione, (la convocazione) ha luogo entro quindici giorni dalla riunione delle Camere nuove.
La XV legislatura si insedia il 28 aprile e in rispetto della Costituzione, il 2 maggio il presidente della Camera dei deputati Fausto Bertinotti fissa la prima votazione all'8 maggio 2006.

## Contesto
In vista della scadenza del mandato di Ciampi, tra alcune forze politiche (DS, AN, UDC e Verdi) si profila l'ipotesi di una sua rielezione. In una dichiarazione del 3 maggio lo stesso Ciampi, però, ribadisce la sua non disponibilità ad un rinnovo del mandato, sia per ragioni di età (86 anni) sia perché a suo avviso «il rinnovo di un mandato lungo, quale è quello settennale, mal si confà alle caratteristiche proprie della forma repubblicana del nostro Stato».
Tra i favoriti, le forze politiche sembrano inizialmente convergere su Giuliano Amato. Il senatore a vita Francesco Cossiga esprime l'ipotesi che il neo presidente del Senato Franco Marini abbia i numeri per assumere l'incarico, contando su ampi consensi sia a destra che a sinistra, ma il medesimo dichiara di non voler essere candidato. Nell'ipotesi di una donna al Quirinale circolano i nomi di Emma Bonino, Anna Finocchiaro, Tina Anselmi e Franca Rame. A tal proposito il Ministro del lavoro uscente Roberto Maroni afferma: «Ci vorrebbe una donna sotto i 60 anni per dare un segnale in controtendenza. Ciampi, Bertinotti e Marini sono tutti sopra i 60».
Nei giorni precedenti alla riunione del Parlamento in seduta comune, alcune dichiarazioni del leader del centro-destra Silvio Berlusconi e di alcuni suoi collaboratori lasciano intendere la possibilità di ampie intese sul nome di Massimo D'Alema. Il 5 maggio il segretario dei Democratici di Sinistra, Piero Fassino, in un'intervista al Foglio di Giuliano Ferrara, propone ufficialmente al centrodestra la candidatura D'Alema, per un'ampia intesa. Ciò provoca alcune reazioni negative, all'interno sia dell'Unione (da parte del leader della Margherita Francesco Rutelli) sia dello stesso centrodestra (da parte dei leader di Alleanza Nazionale Gianfranco Fini e dell'UDC Pier Ferdinando Casini). Di conseguenza il 7 maggio la Casa delle Libertà propone una rosa di quattro nomi: Giuliano Amato e il presidente del Senato Franco Marini (appartenenti allo schieramento di centro-sinistra), Lamberto Dini e infine l'economista Mario Monti.
Non ritenendo perseguibili le candidature proposte dal centrodestra, l'Unione si orienta sul nome di Giorgio Napolitano; lo stesso 7 maggio Fassino si reca nell'abitazione del senatore a vita chiedendogli di accettare la candidatura. Napolitano, prendendo atto dell'inesistenza di ampie intese sul suo nome, accetta a condizione che lo si voti soltanto a partire dal quarto scrutinio, quando, per essere eletti, basta la metà più uno dell'assemblea.

## L'elezione
Nel primo scrutinio, lo schieramento di centrosinistra vota scheda bianca mentre la Casa delle Libertà il candidato di bandiera Gianni Letta. Al secondo e al terzo scrutinio, entrambi gli schieramenti votano scheda bianca e la Lega Nord Umberto Bossi. Giorgio Napolitano è eletto, senza particolari problemi, al 4º scrutinio, con 543 voti, tutti provenienti da centrosinistra.

### Preferenze per Giorgio Napolitano
| Scrutinio | Voti | Percentuale |
| --------- | ---- | ----------- |
| I         | 8    | 0,8%        |
| II        | 15   | 1,5%        |
| III       | 16   | 1,6%        |
| IV        | 543  | 54,85%      |

### 8 maggio 2006

#### I scrutinio
Per la nomina è richiesta una maggioranza dei due terzi dei 1009 membri dell'Assemblea.
| Dati votazione | Dati votazione       |     | Nome              | Nome | Voti |
| -------------- | -------------------- | --- | ----------------- | ---- | ---- |
| Presenti       | 984                  |     | Gianni Letta      | 369  |      |
| Votanti        | 984                  |     | Massimo D'Alema   | 27   |      |
| Astenuti       | 0                    |     | Franca Rame       | 24   |      |
| Maggioranza    | 673                  |     | Adriano Sofri     | 23   |      |
|                |                      |     | Siegfried Brugger | 12   |      |
|                | Giuliano Ferrara     | 8   |                   |      |      |
|                | Giorgio Napolitano   | 8   |                   |      |      |
|                | Giampaolo Malavasi   | 6   |                   |      |      |
|                | Gino Strada          | 5   |                   |      |      |
|                | Carlo Azeglio Ciampi | 4   |                   |      |      |
|                | Giuliano Amato       | 3   |                   |      |      |
|                | Umberto Bossi        | 3   |                   |      |      |
|                | Cesare Previti       | 3   |                   |      |      |
|                | Stefano Rodotà       | 3   |                   |      |      |
|                | Giulio Andreotti     | 2   |                   |      |      |
|                | Mario Anzani         | 2   |                   |      |      |
|                | Silvio Berlusconi    | 2   |                   |      |      |
|                | Lidia Menapace       | 2   |                   |      |      |
|                | Voti dispersi        | 22  |                   |      |      |
|                | Schede bianche       | 438 |                   |      |      |
|                | Schede nulle         | 18  |                   |      |      |

Poiché nessun candidato ha raggiunto il quorum richiesto, si procede ad un secondo scrutinio.
Tra i voti dispersi: Bruno Vespa, Oriana Fallaci, Francesco Guccini, Mino Martinazzoli, Franco Marini, Pier Ferdinando Casini, Antonio Bassolino, Roberto Formigoni, Leopoldo Elia, Umberto Veronesi, Cinzia Dato. Un voto anche per Giorgio Almirante (passato valido dal presidente Bertinotti in quanto ricondotto alla vedova Assunta Almirante).

### 9 maggio 2006

#### II scrutinio
Per la nomina è richiesta una maggioranza dei due terzi dei 1009 membri dell'Assemblea.
| Dati votazione | Dati votazione            |     | Nome               | Nome | Voti |
| -------------- | ------------------------- | --- | ------------------ | ---- | ---- |
| Presenti       | 974                       |     | Umberto Bossi      | 38   |      |
| Votanti        | 973                       |     | Massimo D'Alema    | 35   |      |
| Astenuti       | 1                         |     | Giuseppe De Rita   | 19   |      |
| Maggioranza    | 673                       |     | Giorgio Napolitano | 15   |      |
|                |                           |     | Siegfried Brugger  | 11   |      |
|                | Gianni Letta              | 11  |                    |      |      |
|                | Giuliano Ferrara          | 9   |                    |      |      |
|                | Renato Antonioli          | 7   |                    |      |      |
|                | Francesco Proietti Cosimi | 6   |                    |      |      |
|                | Angelo Sanza              | 6   |                    |      |      |
|                | Gino Strada               | 5   |                    |      |      |
|                | Giuliano Amato            | 4   |                    |      |      |
|                | Antonio Ambra             | 3   |                    |      |      |
|                | Carlo Azeglio Ciampi      | 3   |                    |      |      |
|                | Maria Gabriella di Savoia | 3   |                    |      |      |
|                | Linda Giuva               | 3   |                    |      |      |
|                | Franco Marini             | 3   |                    |      |      |
|                | Lidia Menapace            | 3   |                    |      |      |
|                | Luigi Pallaro             | 3   |                    |      |      |
|                | Stefano Rodotà            | 3   |                    |      |      |
|                | Bruno Vespa               | 3   |                    |      |      |
|                | Mauro Mellini             | 2   |                    |      |      |
|                | Paolo Picone              | 2   |                    |      |      |
|                | Franco Piperno            | 2   |                    |      |      |
|                | Voti dispersi             | 27  |                    |      |      |
|                | Schede bianche            | 724 |                    |      |      |
|                | Schede nulle              | 22  |                    |      |      |

Poiché nessun candidato ha raggiunto il quorum richiesto, si procede ad un terzo scrutinio.
Tra i voti dispersi: Vasco Rossi, Luciano Moggi, Carlo Ancelotti e Barbara Palombelli.

#### III scrutinio
Per la nomina è richiesta una maggioranza dei due terzi dei 1009 membri dell'Assemblea.
| Dati votazione | Dati votazione       |     | Nome               | Nome | Voti |
| -------------- | -------------------- | --- | ------------------ | ---- | ---- |
| Presenti       | 977                  |     | Massimo D'Alema    | 31   |      |
| Votanti        | 976                  |     | Giorgio Napolitano | 16   |      |
| Astenuti       | 1                    |     | Giuliano Ferrara   | 10   |      |
| Maggioranza    | 673                  |     | Gianni Letta       | 10   |      |
|                |                      |     | Gino Strada        | 6    |      |
|                | Mario Cavallaro      | 5   |                    |      |      |
|                | Linda Giuva          | 4   |                    |      |      |
|                | Mino Martinazzoli    | 4   |                    |      |      |
|                | Marco Matteucci      | 4   |                    |      |      |
|                | Giuliano Amato       | 3   |                    |      |      |
|                | Silvio Berlusconi    | 3   |                    |      |      |
|                | Carlo Azeglio Ciampi | 3   |                    |      |      |
|                | Biagio Di Maria      | 3   |                    |      |      |
|                | Roberto Formigoni    | 3   |                    |      |      |
|                | Aurelio Garritano    | 3   |                    |      |      |
|                | Lino Iannuzzi        | 3   |                    |      |      |
|                | Franco Piperno       | 3   |                    |      |      |
|                | Stefano Servadei     | 3   |                    |      |      |
|                | Mirko Tremaglia      | 3   |                    |      |      |
|                | Tullio Ancora        | 2   |                    |      |      |
|                | Tina Anselmi         | 2   |                    |      |      |
|                | Carlo Bertolotti     | 2   |                    |      |      |
|                | Rosy Bindi           | 2   |                    |      |      |
|                | Vito Gamberale       | 2   |                    |      |      |
|                | Lidia Menapace       | 2   |                    |      |      |
|                | Barbara Palombelli   | 2   |                    |      |      |
|                | Sergio Pininfarina   | 2   |                    |      |      |
|                | Voti dispersi        | 37  |                    |      |      |
|                | Schede bianche       | 770 |                    |      |      |
|                | Schede nulle         | 28  |                    |      |      |

Poiché nessun candidato ha raggiunto il quorum richiesto, si procede ad un quarto scrutinio.
Tra i voti dispersi: Ornella Vanoni.

### 10 maggio 2006

#### IV scrutinio
Per la nomina è richiesta una maggioranza assoluta dei 1009 membri dell'Assemblea.
| Dati votazione | Dati votazione     |     | Nome               | Nome | Voti |
| -------------- | ------------------ | --- | ------------------ | ---- | ---- |
| Presenti       | 1000               |     | Giorgio Napolitano | 543  |      |
| Votanti        | 990                |     | Umberto Bossi      | 42   |      |
| Astenuti       | 10                 |     | Massimo D'Alema    | 10   |      |
| Maggioranza    | 505                |     | Giuliano Ferrara   | 7    |      |
|                |                    |     | Gianni Letta       | 6    |      |
|                | Silvio Berlusconi  | 5   |                    |      |      |
|                | Roberto Dipiazza   | 3   |                    |      |      |
|                | Sergio Pininfarina | 3   |                    |      |      |
|                | Voti dispersi      | 10  |                    |      |      |
|                | Schede bianche     | 347 |                    |      |      |
|                | Schede nulle       | 14  |                    |      |      |

Risulta eletto: Giorgio Napolitano (1º mandato).